# Ricker-Canyon
Der Ricker-Canyon ist eine steilwandige und vereiste Schlucht im westantarktischen Marie-Byrd-Land. In der Ohio Range der Horlick Mountains liegt sie auf der Nordseite des Buckeye Table zwischen dem Darling Ridge und dem Schulthess Buttress.
Das Advisory Committee on Antarctic Names benannte den Canyon 1962 nach John F. Ricker, Geologe einer Mannschaft der Ohio State University, die zwischen 1961 und 1962 die Horlick Mountains erkundet hatte.